# Роздолля (Старобільський район)
Роздо́лля — село в Україні, у  Біловодській селищній громаді Старобільського району Луганської області. Населення становить осіб.